# Bachamakalhalli, Mulbagal
Bachamakalhalli là một làng thuộc tehsil Mulbagal, huyện Kolar, bang Karnataka, Ấn Độ.